# Ozawkie, Kansas
Ozawkie, Kansas (енгл. Ozawkie) град је у америчкој савезној држави Канзас.

## Демографија
По попису из 2010. године број становника је 645, што је 93 (16,8%) становника више него 2000. године.
| Група             | 2000.       | 2010.       |
| Белци             | 536 (97,1%) | 609 (94,4%) |
| Афроамериканци    | 4 (0,7%)    | 4 (0,6%)    |
| Азијати           | 1 (0,2%)    | 0 (0,0%)    |
| Хиспаноамериканци | 2 (0,4%)    | 17 (2,6%)   |
| Укупно            | 552         | 645         |